# فيتوصور
الفيتوصور أو الفايتوصور أو العظاءة النباتية (الاسم العلمي: Phytosaurs)، وهي مجموعة منقرضة من زواحف أركوصورات الشكل الشبه مائية للعصر الثلاثي المتأخر. تنتمي العظاءة النباتية إلى فصيلة العظاءات النباتية (Phytosauridae) ورتبة العظائيات النباتية (Phytosauria). غالبًا ما تعتبر العظائيات النباتية والعظاءات النباتية مجموعات متكافئة تحتوي على نفس الأنواع، ولكن بعض الدراسات حددت أن عظاءات نباتية ليست ضمن العظائيات النباتية. للعظاءة النباتية خطم طويل ومغطاة بدرع قوي، حيث تحمل تشابها كبيرا مع التماسيح الحديثة في الحجم، والمظهر الخارجي، ونمط الحياة، وهذا مثال على التطور التقاربي أو التطور المتواز. من الأحافير الأولى كان يُعتقد بطريق الخطأ أنها تنتمي إلى أكلة النبات. والاسم قد يكون مضلل لأن الأسنان الحادة في فكوك العظاءات النباتية تبين أنها مفترسة.